# دوبول إبهونو
دوبول إبهونو Dubul' ibhunu (قد تترجم أطلق النار على البوير  أو اقتل البوير  أو اقتل المزارع)   هي أغنية مثيرة للجدل مناهضة للفصل العنصري في جنوب إفريقيا. وتغنى باللغة الكوسية أو الزولوية.
ظهرت الأغنية أثناء النضال ضد الفصل العنصري عندما غنيت لأول مرة للاحتجاج على حكومة الفصل العنصري التي يهيمن عليها الأفريكان في جنوب إفريقيا. 
يرى مؤيدو الأغنية أنها أغنية تعبر عن جزء مهم من تاريخ جنوب أفريقيا،   وهي جزء مهم من الخطاب السياسي،   وأن معناها قد أسيء فهمه.  ويجادل معارضو الأغنية بأنه يمكن اعتبارها تحمل تفسيرًا حرفيًا     وبالتالي تشكل خطاب كراهية.  
وقد لاحظ المعلقون الاجتماعيون والسياسيون في جنوب أفريقيا، مثل جوناثان يانسن [الإنجليزية]   وستيفن جروتس،  قدرة الأغنية على زيادة الانقسامات العرقية   والاستقطاب مع تقوية المتطرفين على جانبي الطيف السياسي للبلاد. 